# Biwadrilus bathybates
Biwadrilus bathybates är en ringmaskart som först beskrevs av Stephenson.  Biwadrilus bathybates ingår i släktet Biwadrilus och familjen Glossoscolecidae. Inga underarter finns listade i Catalogue of Life.